# Venčeslav IV. Češki
Venčeslav IV. Češki (češko Václav IV.) , rimsko-nemški in češki kralj, * 26. februar 1361, Nürnberg, † 16. avgust 1419, Praga.
Venčeslav je bil dobro izobražen a neodločen vladar, kateremu je oče že za časa svojega življenja organiziral kronanje za češkega in rimsko-nemškega kralja. Ker se je izogibal odločanju o težkih problemih, ni niti poskušal odpraviti cerkvenega razkola. Ker ni imel avtoritete, je bilo v njegovem času v cesarstvu še več medsebojnih spopadov med knezi in mestnimi zvezami, v katerih so si sprte strani same iskale pravico. Leta 1386 mu je sicer uspelo doseči pogodbo o deželnem miru, a po tem se deset let ni več pojavil v cesarstvu.
Tudi v svojem češkem kraljestvu je Venčeslav z vladarskimi odločitvami sejal razdor in obrnil proti sebi tako Cerkev kot visoko plemstvo. S prestola sta ga skušala zriniti bratranec Jošt in polbrat Sigismund. Stalno bojevanje med sorodniki in visokim plemstvom je uničevalo deželo in pripeljalo prebivalstvo v položaj, da je iskalo rešitve iz vsakodnevnih preizkušenj v novih verskih gibanjih in v idejah angleškega reformatorja Johna Wycliffa. Verski nemiri in preganjanje "krivovercev" so se povečali, ko je Jan Hus ostro obsodil odpustke protipapeža Janeza XXIII. Odkar je dala Cerkev na koncilu v Konstanci sežgati Husa na grmadi, nemirov ni bilo več mogoče zaustaviti, razširili so se v husitske vojne. Venčeslav je umrl ob njihovem začetku.

## Mladost
Vaclav je bil najstarejši sin cesarja Karla IV., sin iz tretjega zakona z Ano Švidniško. Od vsega začetka je bil predviden za glavnega dediča. Oče mu je omogočil dobro knežjo izobrazbo, ga zgodaj pritegnil v posle vladanja in mu nalagal diplomatske naloge. Razvil se je v dobro izobraženega a nesamostojnega in neodločnega človeka. Že leta 1363 je bil kronan za češkega kralja. Še za časa očetovega življenja je bil 10. junija 1376 v Frankfurtu izvoljen za rimsko-nemškega kralja; kronal ga je kölnski nadškof Friedrich III. von Saarwerden v Aachnu 6. julija 1376. Leta 1378 je nasledil očeta.

## Očetov naslednik
Ob očetovi smrti je bil Vaclav star skoraj 18 let. Oče mu je zapustil lojalne svetovalce, ki naj bi omogočili kontinuiteto vladanja. Najvažnejša ustanova vladanja je bila dobro urejena kraljeva pisarna, v kateri je marca 1379 postal kancler Jan z Jenštejna, ki je zamenjal svojega strica Očka z Vlašimi (ki je napredoval v kardinala); Jan je istočasno prevzel tudi praško nadškofijo.
Venčeslavovo podedovano ozemlje sta bili Češka in Šlezija, medtem ko so druga luksemburška ozemlja pripadala njegovemu stricu, polbratoma in bratrancema: mejna grofija Moravska (ki je bila tudi v sklopu kraljevine Češke) bratrancema Joštu in Prokopu (sinovoma Ivana Henrika, brata Karla IV.), mejna grofija Brandenburg (ki je bila volilna kneževina) desetletnemu polbratu Sigismundu, vojvodina Görlitz (Spodnja in del Zgornje Lužice) osemletnemu polbratu Ivanu in grofija Luksemburg stricu Veneslavu (polbratu Karla IV.). Novi vladar je moral kmalu spoznati, da sorodniki niso njegovi zavezniki, temveč nekateri med njimi tudi tekmeci; zlasti Jošt in kasneje Sigismund sta poskušala prevzeti njegov položaj, potem ko sta videla, da Vaclav nima jasnega načrta vladanja, da je neodločen in da se izogiba težkim odločitvam z umikanjem na dolgotrajne love. Neenotnost v rodbini pa so skušali izkoristiti tudi tekmeci, Habsburžani in Wittelsbachi, ki so nekoč že vladali cesarstvu. Izkoriščali so jo tudi državni knezi in češko plemstvo. 

## Razcepljenost v cesarstvu kot posledica cerkvenega razkola
Veliko breme za mladega vladarja je bil cerkveni razkol, ki je v letu očetove smrti razdelil tudi cesarstvo. Karel IV., ki zaradi bolezni ni več mogel vplivati na dogodke, se je opredelil za rimskega papeža Urbana VI. Venčeslav in štirje volilni knezi so februarja 1379 na državnem zboru v Frankfurtu to usmeritev potrdili (t. i. Urbanova zveza); vendar vsi državni knezi temu niso sledili. 
Zahodni predeli cesarstva in Spodnje Porenje, med njimi tudi luksemburški vojvoda Venčeslav I., so pod francoskim vplivom priznali avignonskega papeža Klemena VII. Zanj se je opredelil tudi moravski mejni grof Prokop. Venčeslav je uspel sprva pridobiti za rimskega papeža avstrijskega vojvodo Leopolda III. tako, da mu je dal za 40.000 florintov v upravljanje Zgornjo in Spodnjo Švabsko, kjer pa se je kasneje s pomočjo cesarskih mest uveljavil bavarsko-landshutski vojvoda Friderik Modri († 1393), ki je postal pomemben Vaclavov svetovalec; Leopold III. je prestopil na avignonsko stran in postal najbolj zavzet podpornik Klemna VII.
Venčeslav se ni udeležil državnega zbora v Frankfurtu, ki je bil sklican aprila 1380 na pobudo novega kardinalskega legata Pileusa de Prata z namenom, da se poenotijo stališča v zvezi s cerkvenim sporom; srečanje tako ni prineslo nikakršne odločitve. Jezni volilni knezi so začeli kralja opominjati, naj se resneje loti problemov cesarstva.

## Venčeslavovo  prizadevanje za deželni mir; razlastitev Judov
Tudi družbene in gospodarske razmere, ki so se vse bolj zaostrovale, Venčeslavu niso bile v prid. Zaradi ponavljajočih se epidemij kuge v letih med 1348 in 1383 in selitve ljudi v mesta se je število prebivalcev na podeželju zmanjšalo za tretjino. Delovno silo so si prisvajali predvsem veliki zemljiški gospodje, ki so poskušali spraviti pod svoj vpliv tudi malo plemstvo. Malo plemstvo in mesta so svoje interese skušali zaščititi z združevanjem v viteške in mestne (švabska, alzaška, renska, saška ) zveze, ki so si z orožjem krojile pravico in ogrožale deželni mir.
Venčeslav se je zavedal svoje odgovornosti za vzdrževanje deželnega miru. V njegovem imenu je lübeški škof Konrad 11. marca 1383 na državnemu zboru v Nürnbergu predložil zakon o deželnem miru, po katerem bi bilo cesarstvo razdeljeno na štiri okrožja z lastnimi prizivnimi sodišči in eksekutivo v primeru kršitve deželnega miru. Predlog bi razbil obstoječe mestne zveze in so ga zato predstavniki mest odklonili. Idejo pa so sprejeli knezi, ki so 25. julija 1384 v Heidelbergu za štiri leta sklenili svojo pogodbo o deželnem miru, ki je kralj sicer ni odobraval (ker ni bila v skladu z zlato bulo), sprejel pa jo je njegov kancler in je s tem postala zavezujoče deželno pravo. A konflikt med knezi in mesti je tlel naprej.
Novi kancler Hanko Brunonis se je s svojo politiko želel bolj približati mestom. Poleti 1385 je ponudil združenim švabskim komunam pomoč v primeru napada na njihove mestne svoboščine, pravice in posesti. 2. julija je v 37-tih mestih dovolil izbris dolgov, ki so jih imeli mesta in meščani pri Judih.  V švabskih mestih so v enem dnevu pozaprli vse Jude in jim pobrali gotovino in zadolžnice; tiste zadolžnice, ki so se glasile na mesto, so uničili, ostali dolžniki pa so morali tri četrtine dolgov odvesti v mestno vrečo. Samo v Nürnbergu so Judom zasegli 80.000 florintov.
17. avgusta 1385 je kralj vojvodi Leopoldu III. odvzel upravljanje Švabske. V obrambo pred Leopoldom so se švabska mesta povezala z renskimi in švicarskimi mesti. Leopold je pade l 9. julija 1386 pri Sempachu v boju s Švicarji, s čimer je bil Vaclav rešen najvplivnejšega pristaša avignonskega papeža.
Leta 1388 se je konflikt med knezi in mesti razširil v vojno. 23. avgusta je württemberški grof Eberhard II. pri Döffingenu uničil vojsko švabskih mest, ki je štela kakih 3.000 mož, in 6. septembra pfalški grof Rupreht I. pri Wormsu vojsko renske mestne zveze. Vaclav je izkoristil izčrpanost obeh strani: razpustil je mestne zveze in 5. maja 1389 v Chebu razglasil deželni mir za 6 let. Čeprav so bili interesi vseh strani v mirovni pogodbi kar najbolje uravnoteženi in je bila v prid trgovcem, so mesta k njej pristopala le z oklevanjem (7 komun na območju Bodenskega jezera šele pod grožnjo prisilnih ukrepov). Cesarstvo je bilo po tej pogodbi razdeljeno v 7 okrožij; za vsako je bilo ustanovljeno sodišče (s po štirimi predstavniki knezov in meščanov), ki je bdelo nad kršitvami deželnega miru; odločilno besedo je imel od kralja postavljeni predsednik. Sklenitev deželnega miru je bil največji dosežek Venčeslavovega  vladanja. O njegovi učinkovitosti so poročila nasprotujoča si; vsekakor so ga leta 1395 za 3 leta dokazano podaljšali le na Frankovskem in Bavarskem.
Med tem ko se je Venčeslav zadrževal v Chebu, je (aprila 1389) v praškem getu prišlo do pogroma. Kralj je dal krivce sicer zapreti, a le dokler kraljevi komori niso oddali nagrabljenih dragocenosti, med njimi menda tudi 5 ton srebra.
15. septembra 1390 je kralj odredil drugi veliki odpis dolgov (utemeljen z judovskim oderuštvom) v korist visoko zadolženih knezov in plemstva; tedaj so Judje v južnem in zahodnem cesarstvu vse do Kölna izgubil večji del svojega kapitala. Plemstvo je moralo za uslugo kralju obljubiti le, da mu bo "redno služilo". Pri tem odvzemu si je kralj vzel precej večji delež zaplenjenega bogastva kot pri prvem. Davki, pobrani od obubožanih Judov, so bili v naslednjih letih veliko manjši, tako da je prevladalo spoznanje, da se bo potrebno v bodoče posluževati milejših metod.
Kralj Venčeslav je leta 1383, ob smrti strica, luksemburškega grofa Venčeslava I., podedoval grofijo Luksemburg.  Ker se mu je zdelo, da je zaradi oddaljenosti ne bo mogel upravljati in ker je stalno potreboval denar, jo je leta 1388 dal v fevd bratrancu Joštu, skupaj z upravo Alzacije.

## Venčeslavov  spor s češko cerkvijo
Medtem ko so volilni knezi februarja 1384 dali prvi konkreten predlog za Venčeslavovo odstavitev, pa so bili z njegovim nespametnim vladanjem vse bolj nezadovoljni tudi na Češkem. Že od leta 1384 je tam tlel spor med kraljem in praškim nadškofom glede imunitet in meja cerkvenih posesti. Kraljev načrt, da namesto kladrubske opatije ustvari novo škofijo za zahodno Češko in na njeno čelo postavi svojega ljubljenca, je nadškof Jan z Jenštejna obšel tako, da kralja ni obvestil o smrti kladrubskega opata, dokler ni bil izvoljen naslednik. Besni kralj, od leta 1388 prizadet od fizične in psihične bolezni, je dal odgovorne duhovnike zapreti, jih mučiti in odredil, da so hudo poškodovanega in zvezanega glavnega vikarja Jana Nepomuka 20. marca 1393 s Karlovega mostu pahnili v Vltavo. Papež Bonifacij IX. kralja ni kaznoval, ker se je bal, da bo prešel k avignonskemu papežu, jezuiti pa so poskrbeli, da je bil Nepomuk leta 1729 proglašen za svetnika in je postal poleg sv. Venčeslava najpomembnejši simbol Češke.

## Venčeslavov spor s češkimi baroni; dedna pogodba s Sigismundom
Kmalu po tem incidentu je Venčeslav preživel poskus zastrupitve (podlegel pa mu je bavarsko-landshutski vojvoda Friderik Modri). V času Venčeslavovega  okrevanja so opozicijski baroni pod vodstvom Jindřicha z Rožmberka ustanovili zvezo-frondo s ciljem, da iz kraljevih uradov odstranijo ljubljence, ki si jih je kralj nabral iz nižjega plemstva in meščanstva. V Znojmu pa so se združili v obrambno zvezo Sigismund (od marca 1387 ogrski kralj), moravski mejni grof Jošt, avstrijski vojvoda Albert III. in meißenški grof Viljem I., Enooki.
Sigismund je čas okrog novega leta 1393/94 preživel v Pragi pri svojem polbratu. Venčeslav, ki se je že predajal alkoholu in je bil zaskrbljen zaradi pritiskov od vseh strani, je s Sigismundom sklenil (brez vednosti in pristanka čeških in ogrskih stanov) dogovor o medsebojnem dedovanju (preživeli polbrat prevzame nasledstvo za umrlim). Ni pa bil pripravljen sprejeti Sigismundovih nasvetov, naj popusti opoziciji, si organizira pot v Rim na kronanje za cesarja (da si pridobi večjo avtoriteto) in potem aktivno poseže v reševanje cerkvenega razkola.
Ker se Venčeslav ni odzival na zahteve upornih baronov, so se ti 8. maja 1394 "v splošno dobro ter da bi ponovno vpeljali pravico in pravičnost" povezali z Joštom. Zajeli so kralja in ga zaprli v grad Wildberg v Avstriji. Jošta so imenovali za starosto z izrednimi pooblastili. Po zaslugi vojaške intervencije Vaclavovega polbrata Ivana in posredovanja pfalškega grofa Ruprehta II. kot cesarskega vikarja, je bil Vaclav 1. avgusta 1394 spet na prostosti. Ni se držal pogojev izpustitve in je aprila 1395 dal Jošta zapreti. Namesto da bi položaj miril, je razdor razpihoval in proti sebi obrnil tudi pobrata Ivana in avstrijskega vojvodo Alberta III. Prišlo je do krvave državljanske vojne. Na Venčeslavovo srečo so bili po smrti Alberta III. (25. avgusta 1395) Habsburžani zaposleni z lastnimi nasledstvenimi spori (med brati Leopoldinci) in so se nehali vmešavati v češke razprtije. 1. marca 1396 je umrl tudi Ivan, verjetno zastrupljen. Že pred tem je Venčeslav poklical v Prago Sigismunda, ki je pokazal pripravljenost, da posreduje med Venčeslavom, frondo in Joštom. Dejansko je 2. aprila 1396 dosegel poravnavo. Polbrata sta ponovno potrdila dogovor o medsebojnem dedovanju. Venčeslav je Sigismunda imenoval za rimsko-nemškega vikarja, a volilni knezi imenovanja niso potrdili, češ da Sigismund ni več knez cesarstva.

## Izguba položaja rimsko-nemškega kralja
Toda Jošt je še kar naprej podpihoval spor. Po uboju nekaterih ljudi iz Venčeslavovega  spremstva (junij 1397), morda celo po naročilu Jošta, so se spet začeli vojaški spopadi. Kljub temu je Venčeslav jeseni za svojega namestnika na češkem imenoval (na Sigismundovo veliko jezo) bratranca Prokopa in se odpravil na potovanje po cesarstvu. Spomladi 1398 je pot nadaljeval v Francijo. Toda potovanje ni prineslo zaželenih rezultatov, ni prispevalo k zmanjšanju anarhije v cesarstvu in tudi ne k urejanju cerkvenega razkola, utrdilo pa je volilne kneze v prepričanju, da je nujno potrebno rimsko-nemškega kralja odstaviti. Prokop je med tem na Češkem svoja pooblastila uporabil ne le za boj proti frondi, ampak tudi za svoje osebne obračune s škofom Olomuca in še dodatno destabiliziral položaj. Pridružili so se tudi socialni in verski nemiri.
Ko se je poleti 1398 Venčeslav vrnil na Češko, je našel deželo v razsulu. Premirje je 15. junija 1399 za pol leta zaustavilo prelivanje krvi. Pričakovanje Venčeslava, da bo dosegel spravo med sorodniki ob kronanju njegove druge žene Sofije (15. marca 1399), se ni uresničilo, ker gostov ni bilo. Čeprav je vedel, da volilni knezi pripravljajo njegovo odstavitev, ni ukrenil ničesar. Volilni knezi so Venčeslava pozvali v Oberlahnstein na zagovor pred knezi in predstavniki mest, a ker se ni odzval, so ga 20. avgusta 1400 odstavili in namesto njega za rimsko-nemškega kralja izvolili pfalškega grofa Ruprehta III., sina Ruprehta II.

## Sigismundov poskus, da prevzame oblast na Češkem
Izguba prestola je Luksemburžane vendarle zaskrbela in oktobra so se štirje bratje in bratranci sestali s predstavniki fronde v cistercijanskem samostanu Sedlec pri Kutni Gori, da se dogovorijo o postopkih proti Ruprehtu. Sigismund je za sodelovanje v boju proti Ruprehtu zahteval, da mu Venčeslav prepusti praktično vso svojo oblast. Venčeslav ni pristal in sestanek ni pripeljal do nobenega zaključka. Na Ruprehtovo stran so prešli tudi zadnji Venčeslavovi pristaši. Da bi Venčeslava prisilili tudi k formalnemu odstopu, so Ruprehtovi pristaši začeli spomladi oblegati Prago. Po premirju, doseženem 20. junija 1401, je Rupreht dokončni mir pogojeval z Venčeslavovim odstopom, izročitvijo kraljevih insignij in arhivov ter s poroko med edino luksemburško dedinjo Elizabeto Görliško (Ivanovo hčerko) in enim od njegovih sinov.
Med tem so se Sigismundu, ki je bil ves čas zdoma in je zanemarjal svojo kraljevino, uprli ogrski baroni in ga 28. aprila 1401 zaprli. Nevarnost, da izgubijo še eno kraljestvo, je za kratek čas povezala Luksemburžane; združili so svoje sile in pomagali osvoboditi Sigismunda, ki je v začetku septembra prišel na prostost in se diplomatsko pobotal z ogrskimi baroni. Decembra je bil že spet na Češkem z malo vojsko, ki jo je plačal Venčeslav.
Vest, da je milanski vojvoda Gian Galeazzo Visconti v Brescii premagal kralja Ruprehta, ki je bil na poti v Rim na kronanje za cesarja, je Venčeslavu vzbudila upanje na lastno kronanje. Potrdil je imenovanje Sigismunda za rimsko-nemškega vikarja in ga imenoval za svojega namestnika na Češkem. Deželni zbor v Pragi je imenovanje potrdil in Sigismund je zbor celo prepričal, da je izglasoval poseben davek za kritje stroškov Venčeslavovega potovanja v Rim.
Zgleda, da se je Venčeslav šele tedaj zavedel svojih odpovedi in je začel nasprotovati Sigismundovim ukazom. Sigismund ga je v soglasju s frondo in delom kraljevega sveta 6. marca 1402 na skrivaj zaprl v hišni pripor na praškem gradu; kasneje ga je dal v varstvo avstrijskemu vojvodi Viljemu na Dunaj.
Dogodki v času Venčeslavovega hišnega pripora (do 1. novembra 1403) so bili zelo razgibani. Rupreht je ponujal najprej Joštu in potem Sigismundu, da jima kot rimsko-nemški kralj da v fevd Češko, če ga priznata za rimsko-nemškega kralja. Ker pa sta oba računala tudi na Ruprehtov položaj, sta se odločila za medsebojni vojaški spopad. Da bi prišel do denarja za vojsko, je Jošt prodal grofijo Luksemburg Ludviku Orleanskemu (bratu francoskega kralja Karla VI.), Sigismund pa Novo marko (ki je spadala pod Brandenburg) Nemškemu viteškemu redu. Sigismund je že zavzel s srebrom bogato Kutno Goro in Prago, ko ga je ponovni upor baronov na Ogrskem prisilil, da se je vrnil na Ogrsko.
1. novembra 1403 je Venčeslav pobegnil iz ujetništva. V zvesti mu Kutni Gori je preklical vsa pooblastila, ki jih je dal Sigismundu in vse Sigismundove ukaze, tudi povišanje davkov. Pred božičem se je vrnil v Prago in kmalu je njegovo vlado sprejela vsa Češka (ki je občutila Sigismundovo trdo roko). Ujetništvo je Venčeslava izučilo. Postal je bolj popustljiv. Pobotal se je z moravskima bratrancema in s frondo. Visoko plemstvo je dobilo vse pomembne državne službe. Med visokim plemstvom in kraljem je postopoma prišlo do umirjanja.  Nikakor pa ne do miru v češki družbi.

## Verski nemiri na Češkem, Kutnogorski edikt
Neprestano bojevanje je poslabšalo življenjske razmere. Zaostrila so se socialna, verska, politična in narodnostna nasprotja. Kmetje so še komaj zmogli vse večje dajatve. Češki priseljenci v mestih, so bili nezadovoljni z nemškimi mestnimi upravami. Nižje plemstvo se je čutilo gospodarsko ogroženo in grozila jim je izguba zadnjih posebnih pravic. Ljudje so ob težkih življenjskih preizkušenj iskali upanje v novih verskih gibanjih. Cerkveni razkol je vse to še podžigal. Pojavljali so se pridigarji (med njimi Hieronim in Hus), ki so grajali nemoralnost in razvrat ter pozivali k spreobrnitvi in pokori pa tudi nudili pomoč najrevnejšim. Iz Anglije so se širili spisi in ideje Johna Wycliffa, o katerih se je razpravljalo na praški univerzi; zanj so se navduševali predvsem češki profesorji in študentje s Husom in Hieronimom na čelu (in imeli pri tem podporo kralja), medtem ko so bili tujci večinoma proti. Visoka duhovščina se je odzvala s prepovedjo razširjanja Wycliffovih spisov (v letih 1403 in 1408).
Odnosi so se zaostrili, ko je kralj Venčeslav leta 1408 priznal koncil v Pisi (ki si je zadal za nalogo preseči cerkveni razkol) in papeža Aleksandra V. (ki ga je koncil izvolil) in od češke duhovščine zahteval, da mu pri tem sledi. Na univerzi so mu sledili Čehi, medtem ko so številnejši tujci na univerzi in praški nadškof Zbyněk Zajic ostali zvesti rimskemu papežu. Da bi okrepil češko stran, je Vaclav izdal t. i. kutnogorski dekret, po katerem so pri odločanjih na univerzi imeli Čehi po 3 glasove, ostale tri narodnosti (Bavarci, Sasi in Poljaki) pa po enega. Mnogo tujih predavateljev in študentov je po tem zapustilo Prago; prej mednarodna, je praška univerza postala narodnostna.

## Stopnjevanje nemirov, Venčeslavova smrt
18. maja 1410 je umrl kralj Rupreht. Pri volitvah novega rimsko-nemškega kralja volilni knezi niso bili enotni: na neregularnih volitvah so 20. septembra 1410 trije med njimi izvolili za novega kralja Sigismunda, teden dni kasneje pa jih je pet glasovalo za Jošta. Dvojno vladanje se je končalo 18. januarja 1411, ko je v nepojasnjenih okoliščinah umrl Jošt. Ker je bil brez naslednika, so sledila dolgotrajna pogajanja med Sigismundom in Vaclavom o delitvi Joštove dediščine; Vaclav je dobil Moravsko in Spodnjo Lužico, Sigismundu pa je bila vrnjena mejna grofija Brandenburg. 21. julija 1411 je bil Sigismund soglasno, tudi s pristankom Vaclava, izvoljen za rimsko-nemškega kralja.
Ljudski nemiri so ponovno izbruhnili, ko je papež Janez XXIII., ki je nasledil Aleksandra V., v svoji buli obljubil odpustke vsem tistim, ki se bodo udeležili križarskega pohoda, ki ga je razpisal proti svojemu sovražniku Ladislavu Neapeljskemu. Hus je proti buli odločno nastopil. Cerkev se je odzvala s preganjanjem pristašev Wycliffovih naukov. Hus je moral zapustiti Prago. Ko mu je rimsko-nemški kralj Sigismund zagotovil varnost, je odšel na koncil v Konstanco razlagat svoje prepričanje. A tam so ga obsodili herezije in ga 6. julija 1415 sežgali na grmadi. 30. maja 1416 se je isto zgodilo še Hieronimu.
Husova smrt je izredno razburila njegove pristaše na Češkem. Nemiri so se širili tudi v sosednje dežele. Cerkvene kazni, izobčenja in interdikti so bili brez učinka. Vaclav je od Sigismunda pričakoval vojaško posredovanje iz cesarstva. Ko je katoliški svet praškega Novega mesta 30. julija 1419 odklonil izpustitev zaprtih husitov, je razburjena množica vdrla v mestno hišo in skozi okna pometala 13 uradnikov. Ta prva praška defenestracija je bila znamenje za splošno vstajo, ki je zajela zlasti gosto naseljeno srednjo in južno Češko. Venčeslav je še enkrat poskusil doseči poravnavo, a je 16. avgusta umrl za posledicami kapi.
Ti dogodki so bili začetek husitskih vojn. Trajale so 14 let. Češki deželni zbor je šele julija 1436 priznal Venčeslavovega formalnega naslednika na Češkem, Sigismunda, za češkega vladarja.